# National Physique Committee
O National Physique Committee (NPC) é a maior organização de fisiculturismo amador dos Estados Unidos . Os atletadas amadores de Fisiculturismo competem em competições locais e nacionais sancionadas pela NPC, única organização amadora reconhecida pela IFBB Pro League. A IFBB Professional League é a liga profissional  e o órgão sancionador para as maiores competições profissionais do mundo, como o  Legion Sports Fest,  Arnold Sports Festival, e o Mr. Olympia. Para se tornar um IFBB Pro (atleta profissional da IFBB), o atleta deve competir em um Evento Qualificador para o IFBB Pro (IFBB Pro Qualifier), como o Campeonato Nacional da NPC (NPC Nationals Championship), (Campeonato Estadunidense da NPC) NPC USA Championship ou qualquer outro evento que qualifique atletas amadores para o profissionalismo. Somente os melhores atletas recebem o status de profissional.
Embora o termo "bodybuilding" seja comumente usado para se referir a atletas que participam de competições sancionadas pela NPC e IFBB Pro League, nove divisões são representadas, incluindo men's bodybuilding (fisiculturismo masculino), women's bodybuilding (fisiculturismo feminino), bikini, men's physique, classic physique, women's physique, figure, fitness, and wellness.

## Regras
- O atleta deve possuir um cartão NPC válido para competir em um evento da NPC. Estes cartões são válidos por um ano civil.

### Eventos
- Men's Bodybuilding (Fisiculturismo Masculino).
- Classic Physique.
- Men's Physique.
- Fitness.
- Women's Bodybuilding (Fisiculturismo Feminino).
- Women's Physique.
- Bikini.
- Figure.
- Wellness.

### Classes
- Open - Concorrentes de qualquer idade ou experiência.
- Novice - Atleta que nunca ficou em primeiro lugar em nenhuma classe / faixa etária em uma competição da NPC.
- True Novice - Atleta que nunca competiu em um evento da NPC.
- Teen - O atleta deve estar na faixa etária que o promotor decidir. Varia de 13 a 19 anos.
- Junior - O atleta deve possuir menos de 23 anos no dia do evento.
- Master - O atleta precisa possuir a idade mínima da categoria no dia do evento.

### Posing Suits (Trajes de pose)
(Depende do evento)
- Todas os trajes de baixo (sungas, biquíni inferior) devem ser em forma de V, além disso, tangas não são permitidas.
- Os trajes usados pelos competidores masculinos no prejudging (pré-julgamento) e nas finais devem ser lisos.
- Os trajes usados pelas competidoras do prejudging (pré-julgamento) devem ser de duas peças (biquíni) e de cores lisas.
- Os trajes usados pelas competidoras nas Finais devem ser de duas peças (biquíni), porém podem incluir um desenho impresso com detalhes (fringes), renda, brilho ou fluorescentes de bom gosto.
- Os processos de prejudging (pré-julgamento) serão verificados no check-in.
- Os competidores não estão autorizados a alterar o ajuste do traje, subindo ele nas costas ou puxando ele pelas laterais durante as extensões dianteiras e traseiras.

### Posing Music (Música de Pose)
- A música de pose será usada nas Finais apenas com a exceção de competidores de Mixed Pairs (Pares Mistos) que usarão música tanto no Prejudging (Pré-Julgamento) quanto nas Finais.
- A música de pose deve estar em uma fita cassete ou CD e deve ser a única música na fita ou CD.
- A música de pose deve estar no lado A e deve ser orientada para o início da música.
- A música de pose não deve conter letras vulgares. A presença de vulgaridade na mletra da música, leva a desclassificação do atleta.
- Durante o Prejudging (pré-julgamento), atletas masculinos e femininos não podem usar nenhuma jóia no palco que não seja a aliança de casamento. Além disso, peças decorativas no cabelo são proibidas.
- Durante as Finais, as competidoras podem usar brincos.
- São proibidos óculos, adereços e chicletes no palco.
- A execução da "Moon Pose" leva a desclassificação do atleta.
- Não é permitido deitar no chão.
- Empurrar e Bater também não permitidos, podendo levar a desclassificação dos envolvidos.
- O números do competidor será colocado no lado esquerdo da parte inferior do traje.

### Nos bastidores (Backstage)
- Pessoas permitidas:  competidores, despachantes, oficiais NPC e Treinadores ou outros que possuírem o passe para os bastidores, adicionalmente aos ingressos para o evento.

### Saúde dos atletas
- Competidores que pareçam estar desorientados, tontos ou sentir cólicas indevidas não poderão competir.
- Competidores desclassificados por motivos de saúde devem ser verificados pelo EMT responsável e, caso seja avisado pelo EMT, deve se dirigir ao hospital mais próximo para avaliação.
- Competidores que, por ventura, se recusarem a serem avaliados pelo EMT ou no hospital, serão suspensos da competição por um ano a partir da data da ocorrência.

### Classes de peso
(Possui relevância apenas para eventos específicos) 2 Classes:
- Leve (Lightweight) - até e incluindo 125 libras (56,699 kg)
- Pesado (Heavyweight) - mais de 125 libras (56,699 kg)

3 Classes:
- Leve (Lightweight) - até e incluindo 125 libras (56,699 kg)
- Médio (Middleweight) - mais de 125 libras (56,699 kg) até e incluindo 140 libras (63,5029 kg)
- Pesado (Heavyweight) - mais de 140 libras (63,5029 kg)

4 Classes:
- Leve (Lightweight) - até e incluindo 115 libras (52,1631 kg)
- Médio (Middleweight) - mais de 115 libras (52,1631 kg) até e incluindo 125 libras (56,699 kg)
- Leve-pesado (Light-Heavyweight) - mais de 125 libras (56,699 kg) até e incluindo 140 libras (63,5029 kg)
- Pesado (Heavyweight) - mais de 140 libras (63,5029 kg)

- Leve (Lightweight) - até e incluindo 114-1/2 libras (51,9363 kg)
- Médio (Middleweight) - mais de 114-1/2 libras (51,9363 kg) até e incluindo 125-1 / 2 libras (56,9258 kg)
- Pesado (Heavyweight) - mais de 125-1 / 2 libras (56,9258 kg)

### Poses de pré-julgamento
Rodada relaxada:
- Deve-se manter os pés apoiados
- Deve-se manter seus calcanhares juntos
- Segure seus braços ao lado do corpo
- Não se pode executar torção
- A cabeça do atleta deve estar voltada para a mesma direção dos

Rodada Individual:
- Comece Comece assim que estiver pronto - nenhum sinal do Head Judge (Juiz Mor) é necessário.
- Tempo máximo de 60 segundos com um aviso quando faltarem 10 segundos.
- Não é obrigatório utilizar todos os 60 segundos.
- Não é permitido deitar no chão.

Rodada obrigatória:
As poses a serem executadas são:
- Front Double Bicep (Bíceps duplo frontal)
- Front Lat Spread
- Side Chest (Peito lateral)
- Side Triceps (Tríceps Lateral)
- Rear Double Bicep (Bíceps duplo traseiro)
- Rear Lat Spread
- Abdominals and Thigh (Abdominais e coxa)

### Elegibilidade
As competições nacionais são:
- Masters National Championships
- Campeonatos dos EUA
- Campeonatos do universo em equipe
- Campeonatos Nacionais
- Você deve possuir um cartão NPC válido para competir em um evento NPC.

Para competir nas competições nacionais listadas acima,o atleta deve ser cidadão e a prova de cidadania deve ser uma das seguintes:
- Certidão de nascimento.
- Cartão de eleitor.
- Documento de dispensa militar.
- Artigos de naturalização - Formulário N560.
- Formulário de serviço consular FS24 para pais nascidos fora dos Estados Unidos.

A residência corresponde a quatro (4) meses antes de um concurso ou o competidor deve ser um aluno em tempo integral na área.

## Vencedores Overall da NPC Nationals Championship
| Ano  | Men's Bodybuilding | Men's Classic Physique | Men's Physique  | Women's Bodybuilding | Women's Physique    | Figure            | Fitness        | Bikini              |
| ---- | ------------------ | ---------------------- | --------------- | -------------------- | ------------------- | ----------------- | -------------- | ------------------- |
| 1982 | Lee Haney          |                        |                 |                      |                     |                   |                |                     |
| 1983 | Bob Paris          |                        |                 |                      |                     |                   |                |                     |
| 1984 | Mike Christian     |                        |                 |                      |                     |                   |                |                     |
| 1985 | Phil Williams      |                        |                 |                      |                     |                   |                |                     |
| 1986 | Gary Strydom       |                        |                 |                      |                     |                   |                |                     |
| 1987 | Shawn Ray          |                        |                 |                      |                     |                   |                |                     |
| 1988 | Vince Taylor       |                        |                 |                      |                     |                   |                |                     |
| 1989 | Troy Zuccolotto    |                        |                 |                      |                     |                   |                |                     |
| 1990 | Alq 'Gurley        |                        |                 |                      |                     |                   |                |                     |
| 1991 | Kevin Levrone      |                        |                 |                      |                     |                   |                |                     |
| 1992 | John Sherman       |                        |                 |                      |                     |                   |                |                     |
| 1993 | Michael Francois   |                        |                 |                      |                     |                   |                |                     |
| 1994 | Paul Demayo        |                        |                 |                      |                     |                   |                |                     |
| 1995 | Don Long           |                        |                 |                      |                     |                   |                |                     |
| 1996 | Willie Stalling    |                        |                 |                      |                     |                   |                |                     |
| 1997 | Tom Prince         |                        |                 |                      |                     |                   |                |                     |
| 1998 | Jason Arntz        |                        |                 |                      |                     |                   |                |                     |
| 1999 | Aaron Maddron      |                        |                 |                      |                     |                   |                |                     |
| 2000 | Victor Martinez    |                        |                 |                      |                     |                   |                |                     |
| 2001 | Johnnie Jackson    |                        |                 |                      |                     |                   |                |                     |
| 2002 | Toney Freeman      |                        |                 |                      |                     |                   |                |                     |
| 2003 | Mat Duval          |                        |                 |                      |                     |                   |                |                     |
| 2004 | Chris Cook         |                        |                 | Gina Davis           |                     |                   | Deana Lee      |                     |
| 2005 | William Wilmore    |                        |                 | Mimi Jabalee         |                     |                   | Heidi Fletcher |                     |
| 2006 | Desmond Miller     |                        |                 | Lora Ottenad         |                     |                   | Amy Nelson     |                     |
| 2007 | Evan Centopani     |                        |                 | Kristy Hawkins       |                     |                   | Tina Durkin    |                     |
| 2008 | Edward Nunn        |                        |                 | Sheila Bleck         |                     | Erin Stern        |                |                     |
| 2009 | Cedric McMillan    |                        |                 | Kris Murrell         |                     | Mindi Smith       |                | Jessica Anderson    |
| 2010 | Robert Burneika    |                        |                 | Amber DeFrancesco    |                     | Monica Specking   |                | Jennifer Andrews    |
| 2011 | Todd Jewell        |                        | Matthew Acton   | Michelle Cummings    | Karin Kimura        | Julie Mayer       |                | Candy Agundez       |
| 2012 | Brian Yersky       |                        | Vincent Fiore   |                      |                     | Nicole Sims       |                | Angela Skeels       |
| 2013 | Kevin Jordan       |                        | John Arterberry | Victoria Dominguez   | Kelli Schrader      | Elissa Martis     |                | Janet Layug         |
| 2014 | Alexis Rolon       |                        | Logan Franklin  | Susan Marie Smith    | Marcie Simmons      | Samantha Smitchko |                | Laurin Conlin       |
| 2015 | Sergio Oliva Jr.   |                        | Raymont Edmonds | Holly Pisarcik       | Stacia Woods        | Tamika Irvin      |                | Alyssa Germeroth    |
| 2016 | Shaun Vasquez      | George Peterson        | Godfrey Sironda | Chareece Johnson     | Vanessa Naesheim    | Tiffani Hebert    |                | Jinney Murders      |
| 2017 | Chris Didomenico   | George Kawalawu        | Akeem Scott     | Fallon Brinson       | Jacquelyn Hickerson | Martina Harris    |                | Lauren Dannenmiller |
| 2018 | Hunter Labrada     | Traveon Daniels        | Jamal Hill      | Akemy Jones          | Ashley Bader        | Tiffany Walker    |                | Alexandria Ross     |
| 2019 | Matthew Schmidt    | Jordan Trip            | Patrick Martin  | Erica Hartman        | Loranine Gonzalez   | Rachel Shoemake   |                | Ariana Brothers     |

## Edições

### 1982
| Classes           | Vencedores      | Vencedor Overall |
| ----------------- | --------------- | ---------------- |
| Heavyweight       | Lee Haney       | X                |
| Light Heavyweight | Moses Maldonado |                  |
| Middleweight      | Dale Ruplinger  |                  |
| Lightweight       | James Gaubert   |                  |